# Џон Саливан
Џон Саливан (енгл. John Sullivan; Лондон, 23. децембар 1946 — , 23. април 2011) је био сценариста неколико британских серијала укључујући веома популарни Мућке (енгл. Only Fools and Horses), Грађанин Смит (енгл. Citizen Smith), Драги Џон (енгл. Dear John), Само добри пријатељи (енгл. Just Good Friends), Роџер Роџер (енгл. Roger Roger), Зелена зелена трава (енгл. The Green Green Grass) и Било једном у Пекаму (енгл. Rock & Chips).
На BBC-ју је почео као сценски радник већ са 16 година, у слободно време је писао скечеве, да би касније почео са сценаријима за серијале.
Саливан је компоновао и најавне шпице за неке од својих серија, а за Мућке их је он и отпевао.
Именован у Ред британског царства 2005. године за своје драмске заслуге.
Умро је од последица вирусне упале плућа.